# GSC5763-427
GSC5763-427 — хімічно пекулярна зоря спектрального класу Sr, що має видиму зоряну величину в смузі V приблизно 10,4.